# Fortificația de la Dealul Albești
Fortificația de la Dealul Albești este un sit arheologic aflat pe teritoriul satului Albești, comuna Albești. În Repertoriul Arheologic Național, monumentul apare cu codul 60954.03.